# Nathan Gefflot
Nathan Gefflot est un joueur international français de rink hockey né le 26 janvier 1998. Formé à Bouguenais, il évolue à la Roche-sur-Yon. Durant une saison, en 2019-2020, il s'expatrie dans le championnat espagnol au sein du CE Lleida Llista Blava.

## Parcours
En 2017, il participe avec l'équipe de France jeune au World Roller Games de Nankin. En 2019, après six ans à La Vendéenne, il quitte la Nationale 1 pour rejoindre le championnat espagnol. Il participe également au World Roller Games à Barcelone avec l'équipe de France. Mais après une saison à Lleida, il revient en Vendée pour la saison 2020-2021,. 

## Palmarès
En club :
- Vainqueur de la coupe de France en 2016
- Champion de France de Nationale 1 en 2016 et 2017[6].
- Demi finaliste de la Coupe continentale 2019-2020[7]

En Équipe de France :
- Vice champion d'Europe en U17 en 2013
- 3e au championnat du monde en U20
- 4e au championnat du monde en Seniors

### Liens Externes
- Fiche joueur